# Микитенко Олексій Васильович
Олексій Васильович Микитенко (12 березня 1946 року в с. Бутівці, Хорольського району, Полтавської області) — український письменник, журналіст, член спілки письменників України.

## Біографія
Під час голоду у 1947 році, щоб вижити, мати Олексія мусила податися на заробітки вчителем у Львівській області. Тому син залишився на Полтавщині в Хвощівці з бабусею Зінаїдою Гнатівною, вдовою Другої світової війни, чоловік якої загинув під час форсування Дніпра під Кременчуком. З нового місця проживання мати мала змогу висилати посилки з продуктовими пайками, якими її наділяли за місцем роботи. Хоча самій Поліні Олексіївні теж приходилося голодувати. Але саме це дозволило бабусі з онуком пережити важкі роки повоєнного голоду 1947 року. Цього ж таки року Зінаїда Гнатівна, щоб допомогти здобути освіту синові Григорію Олексійовичу, який до війни уже розпочав навчання в педагогічному інституті, без довгих роздумів продала своє дворище. Половину грошей вона віддала синові на навчання, а на решту купила  хату в с. Хвощівка і переїхала сюди на постійне проживання.
Саме у с. Хвощівка Хорольського району і пройшло дитинство, шкільні роки і юність Олексія Васильовича Микитенка. Він ріс допитливим і розвинутим хлопчиком. Досить рано, в п'ять років, навчився читати. Книг для читання вистачало, їх надсилала мати зі Львівщини. Тут же в Хвощівці пішов до першого класу, а потім закінчив Хвощівську семирічну школу, потім здобув середню освіту в СШ № 2 м. Хорол. Навчався добре. Багато читав, особливо захоплювався творами українських письменників. Це захоплення допомагало йому в написанні вдалих шкільних творів, які відзначав і хвалив заслужений учитель УРСР Карпо Остапович Ходосов.
Після закінчення школи деякий час працював у колгоспі на різних роботах та причіплювачем на тракторній бригаді.
Пізніше вступив до Харківського політехнічного інституту на факультет автоматики та приладобудування, який закінчив у 1971 році.  

## Трудовий і творчий шлях
Після здобуття вищої освіти Олексій Васильович Микитенко працював інженером-електриком та лаборантом Харківського державного університету ім. Горького. Але йому було некомфортно в російськомовному Харкові і тому рішуче кидає промисловий мегаполіс та повертається на свою малу батьківщину. Тут з 1975 року працює інженером-електриком у Хорольському районному об'єднанні  «Сільгосптехніка». Проживаючи в с. Хвощівка, щодня їздив велосипедом до райцентру. Паралельно, спостерігаючи за життям односельчан та переймаючись клопотами сільських трударів, починає писати оповідання про сільське життя. На початку березня 1977 року, за наполяганням учителя Карпа Остаповича Ходосова, Олексій Васильович відвозить свої твори до Києва своєму земляку Борису Комару, українському дитячому письменнику, котрий на той час керував кабінетом молодого автора при спілці письменників України. Ознайомившись з рукописами Микитенка, Борис Панасович запропонував перебратися до Києва і займатися письменницькою діяльністю. Цього ж року Олексій Васильович взяв участь в обласному літературному конкурсі  «Поетична весна Полтавщини-77», що проходив в м. Кобеляки, і отримав перемогу. Йому було вручена перша премія.
Прислухавшись до порад земляка, Олексій Васильович переїжджає до Києва. Тут він працює кореспондентом молодіжного журналу «Ранок». Тут же друкується його перший твір — новела «В'юни». Так розпочалася журналістська діяльність письменника Микитенка. З 1978 року його оповідання також друкуються в республіканській періодиці.
У 1982 році побачила світ збірка оповідань письменника «Залізний дощ» видана у видавництві «Радянський письменник», завдяки якій став відомим українським письменником.
У 1983 році був прийнятий в спілку письменників України. Продовжує працювати журналістом в періодичних виданнях столиці. Паралельно пише та друкує свої оповідання у видавництвах «Дніпро» та «Вітчизна».
З 2006 року Олексій Васильович на заслуженому відпочинку, але і до сьогодні займається журналістикою і бере активну участь у громадському житті.

## Твори
- Микитенко О. В. Залізний дощ: Оповідання, повість.- К.: Рад. письменник,1982.- 263 с.- (Перша книжка прозаїка)
- Микитенко О. Лицар української національної ідеї.- К.: Укр. пріоритет,2012.- 56 с.- (Бібліотека «Слова Просвіти»; кн. 9)

- Микитенко О. Володимир ЯЛОВИЙ: «Українське державотворення потребує значних змін» // День.- 2оо6.- 17 лютого.- № 25[2]
- Микитенко О. На місці погрому — площа Згоди: У містечку Дубова з'явилася перша в Україні площа в пам'ять про загиблих євреїв // День.- 2о1о.- 2 лютого.- № 16[3]
- Микитенко О. Причетність до творення великої літератури: Світлій пам'яті Бориса Комара — земляка, наставника і старшого товариша присвячується // Українська літературна газета.- 2018.- 6 квітня.- № 7.- С. 18-19
- Микитенко О. Українська кіноверсія «Тараса Бульби» // День.- 2оо9.- 31 липня.- № 132.- С. 18[4]